# Bataille de Toul
La bataille de Toul a lieu en mai 612 entre deux frères : Thibert II (ou Théodebert), roi d’Austrasie et Thierry II (ou Théodoric), roi de Bourgogne, dans le cadre d'une guerre commencée en 610, sans doute autour de la possession de l'Alsace.  

## Historique

### La défaite de Thierry à Seltz (610)
En 610, les troupes de Thibert II envahissent l’Alsace, rattachée au royaume de Burgondie de Thierry II et, selon la Chronique de Frédégaire la ravagent à la manière des barbares.
Thierry II demande qu’un plaid ait lieu à Seltz, afin que les deux royaumes définissent solennellement leurs frontières.
Thierry arrive à Seltz avec 10 000 guerriers, Thibert avec une armée beaucoup plus nombreuse. Afin d’empêcher les troupes bourguignonnes de venir au secours de leur roi, il fait envahir par les Alamans la Bourgogne Transjurane.
L’armée bourguignonne venue s’opposer au ravage des envahisseurs est décimée. Les Alamans s’avancent jusqu’Avenches puis se retirent avec un butin très important et de nombreux captifs.
Thierry II, entouré à Seltz par des forces auxquelles il lui est impossible de résister, ne recouvre la liberté qu’après avoir abandonné à son frère, l’Alsace, la Thurgovie, le pays de Sundgau, et toutes les terres qu’il possède en Champagne.
Thierry emploie une année entière aux préparatifs de sa campagne de revanche, s’assurant la neutralité de Wittéric roi des Wisigoths d'Espagne, et de Clotaire II roi de Neustrie.

### Le début de la campagne de 612
Au printemps de l'année 612, Thierry II réunit à Langres une armée, venant de toutes les provinces de son royaume et se dirige par Andelot vers la ville de Naix (Nasium).
Après avoir pris le fort de Naix, il se porte jusqu’à la cité de Toul et s'en empare.

### Déroulement de la bataille de Toul
Après la prise de Toul, Thibert se porte à la rencontre de Thierry avec une armée d’Austrasiens. 
Finalement Thierry l’emporte sur Thibert et met en déroute son armée après une journée de combats meurtriers. 

### Suites: vers la bataille de Tolbiac
Thibert prend la fuite, traversant le massif des Vosges et le territoire de Metz, pour arriver à Cologne.
Thierry le poursuit, et ayant traversé avec son armée à travers la forêt des Ardennes, il arriva à Tolbiac.
Thibert s'avance alors contre lui avec toutes les forces qu'il a pu rassembler, venues d'Austrasie mais également de Saxe, de Thuringe et d'autres lieux au-delà du Rhin. 
Une nouvelle bataille s'engage à Tolbiac.

## Sources
Parmi les ouvrages écrits à une date proche des événements, la principale source est la Chronique de Frédégaire.